# John Rudometkin
John Rudometkin, né le 6 juin 1940 à Santa Maria (Californie), est un ancien joueur de basket-ball américain ayant évolué au poste d'ailier dans le championnat nord-américain professionnel de basket-ball, la National Basketball Association (NBA) de 1962 à 1965.

## Biographie
John Rudometkin est né le 6 juin 1940. Il mesure 1,98 m pour 92 kg lors de sa carrière professionnelle. A l'université, il évolue au sein de l'USC Trojans où il remporte en 1961 le titre de champion de la Athletic Association of Western Universities. Il est sélectionné pour jouer en NBA par les Knicks de New York lors de la draft de 1962, draft où il est choisi en 9e position. Il jouera trois saisons en NBA, deux avec les Knicks de New York et une dernière avec les Warriors de San Francisco. Il se retire lorsqu'un lymphome hodgkinien lui est diagnostiqué. Il fut surnommé The Reckless Russian en raison de son nom d'origine russe et de son style de jeu rugueux. Il meurt le 4 août 2015 à l'âge de 75 ans des suites du lymphome, qui le força a arrêter sa carrière, contracté cinq décennies plus tôt.

## Statistiques[4],[5]

### NBA
en gras = ses meilleures performances
| Saison    | Équipe                    | Matchs | Titul. | Min./m | % Tir | % 3pts | % LF | Rbds/m. | Pass/m. | Int/m. | Ctr/m. | Pts/m. |
| --------- | ------------------------- | ------ | ------ | ------ | ----- | ------ | ---- | ------- | ------- | ------ | ------ | ------ |
| 1962-1963 | Knicks de New York        | 56     | -      | 10,2   | 35,2  | -      | 76,8 | 2,7     | 0,5     | -      | -      | 5,2    |
| 1963-1964 | Knicks de New York        | 52     | -      | 13,4   | 47,2  | -      | 75,0 | 3,2     | 0,5     | -      | -      | 7,6    |
| 1964-1965 | Knicks de New York        | 1      | -      | 22,0   | 37,5  | -      | 0,0  | 7,0     | 0,0     | -      | -      | 6,0    |
| 1964-1965 | Warriors de San Francisco | 22     | -      | 16,1   | 33,6  | -      | 68,0 | 4,2     | 0,7     | -      | -      | 6,0    |
| Total     |                           | 131    | -      | 12,5   | 39,9  | -      | 74,3 | 3,1     | 0,5     | -      | -      | 6,3    |